# وليام ألاند
وليام ألاند (بالإنجليزية: William Alland)‏ مواليد 4 مارس 1916 في ديلاوير، الولايات المتحدة - الوفاة 11 نوفمبر 1997 في لونغ بيتش، الولايات المتحدة، هو ممثل ومخرج ومنتج أمريكي بدأ مسيرته الفنية سنة 1938.

## الأعمال
- المواطن كين
- الشيطان ودانييل وبستر

## روابط خارجية
- وليام ألاند على موقع IMDb (الإنجليزية)
- وليام ألاند على موقع ألو سيني (الفرنسية)
- وليام ألاند على موقع أول موفي (الإنجليزية)
- وليام ألاند على موقع قاعدة بيانات برودواي على الإنترنت (الإنجليزية)
- وليام ألاند على موقع قاعدة بيانات الأفلام السويدية (السويدية)
- وليام ألاند على موقع ديسكوغز (الإنجليزية)
- وليام ألاند على موقع قاعدة بيانات الفيلم (الإنجليزية)
- وليام ألاند على موقع كينوبويسك (الروسية)